# Prima battaglia di Noirmoutier
La prima battaglia di Noirmoutier è stata una battaglia della Prima Guerra di Vandea combattuta il 12 ottobre 1793 sull'isola di Noirmoutier.

## Antefatto
Da tempo François Charette voleva prendere afferrare di l'isola di Noirmoutier. Gli abitanti dell'isola stavano dalla parte dei vandeani e inoltre da qui potevano comunicare con la Gran Bretagna. Nella notte tra il 28 e il 29 settembre, Charette fece un primo tentativo attraversando il passaggio di Gois con 2 000 uomini, ma i suoi soldati si diedero alla fuga dopo i primi spari.

## La battaglia
Dopo avere vinto nella battaglia di Saint-Fulgent il 22 settembre, l'esercito vandeano decretò che la presa di Noirmoutier era un obiettivo prioritario. Il 9 ottobre, Charette e i suoi 3 000 uomini lasciarono Legé, che però il giorno successivo cadde in mano ai repubblicani del generale Haxo.
Charette marciò quindi su Saint-Gilles-Croix-de-Vie ma la città era ben difesa, così prese Bouin nella sera dell'11 ottobre e fece riposare il suo esercito, in attesa di attraversare il passaggio di Gois, percorribile a piedi solo con la bassa marea.

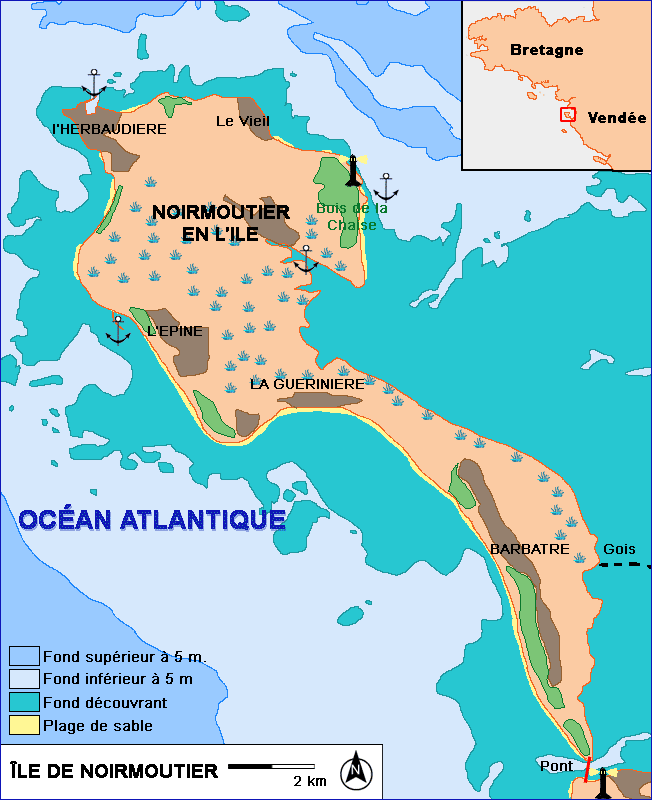
Mappa dell'isola di Noirmoutier

Il 12 ottobre, all'una del mattino, Charette e i suoi iniziarono a mettersi in marcia attraversando l'Arche-de-l'Eglise e Beauvoir-sur-Mer. Ma improvvisamente, dopo alcuni minuti di marcia, si accorsero che dietro di loro stava risalendo la marea e quindi non potevano fuggire in caso di sconfitta. In realtà Charette percorse più strada volontariamente in modo che con l'alta marea i suoi non si sarebbero potuti ritirare come era accaduto a settembre, in questo modo erano costretti a vincere la battaglia.
I vandeani allora passarono all'attacco, prendendo di sorpresa l'artiglieria repubblica posizionata a nord di Barbâtre, che serviva per difendere il passaggio di Gois. Una volta entrati in città gli abitanti si unirono all'esercito vandeano. Questi risalirono quindi verso il nord e respinsero una distaccamento repubblicano sul monte La Casie e il loro comandante Richer venne ucciso da Charette. I vandeani attaccarono la città di Noirmoutier, mentre i repubblicani comandati dal generale aiutante Conrad Wieland si erano barricati nel castello della città.
Ma Wieland resosi conto che non aveva alcuna possibilità di vittoria, propose la resa a Charette che quest'ultimo accettò. Charette propose quindi a Wieland di unirsi a lui, ma questo rifiutò così decise di lasciare libero Wieland e i suoi ufficiali a patto di non abbandonare l'isola, mentre tutti il resto dell'esercito repubblicano venne fatto prigioniero.

## Conseguenze
Charette in seguito alla battaglia lasciò Noirmoutier, lasciando la metà delle sue truppe per garantire la difesa dell'isola e incaricando René de Tinguy e Dubois de La Pastelière di prendere il comando, portò poi i prigionieri repubblicani a Bouin, affidandoli a François Pajot dove vennero rinchiusi nelle carceri della città. Ma tra i prigionieri furono riconosciuti alcuni soldati del quinto battaglione dei cacciatori della Manica responsabili delle esecuzioni sommarie a Machecoul nell'aprile del 1793, così dopo alcune agitazioni dei prigionieri, Pajot prese a pretesto un tentativo di ribellione per giustiziare i responsabili del massacro. Fece fucilare quindi circa 200 prigionieri: i cacciatori della Manica e alcuni artiglieri di Noirmoutier che parteciparono alla rivolta.